# 17563 Tsuneyoshi
17563 Tsuneyoshi è un asteroide della fascia principale. Scoperto nel 1994, presenta un'orbita caratterizzata da un semiasse maggiore pari a 2,6770989 UA e da un'eccentricità di 0,2172897, inclinata di 10,35454° rispetto all'eclittica.